# Добрая (приток Чира)
Добрая — река в Волгоградской области России, левый приток Чира (Согласно государственному водному реестру впадает в Цимлянское водохранилище, залив Чирский). Длина — 51 км, площадь бассейна — 738 км². Течёт по холмистой степной местности.

## Общая физико-географическая характеристика
Исток реки расположен выше хутора Киселёв. От истока и до устья Добрая течёт преимущественно с севера на юг. Практически на всём протяжении правый берег более крутой, левый более пологий. На степных площадях долины реки распространены почвы каштанового типа почвообразования, нередко солонцеватые и солончаковые. Притоки реки в основном представлены достаточно короткими балками и оврагами. Единственный относительно крупный приток реку Левая Добрая река Добрая принимает в районе впадает в районе хутор Жирковский.
Река в верхнем и среднем течении, вплоть до хутора Жирковский, река пересыхает, постоянный сток отмечается ниже устья Левой Доброй. Чуть ниже хутора Жирковский ширина реки достигает 24 метров, глубина — 1,4 метра. Устье реки расположено чуть ниже города Суровикино